# Talk Is Cheap (chanson)
Pour l’article homonyme, voir Talk Is Cheap (album).
Singles de Chet Faker
Drop the Game
(2014) 1998
(2014)
Talk Is Cheap est le premier single du chanteur australien Chet Faker issu de son premier album, Built on Glass. Le single sort le 11 février 2014 sur le label Future Classic.

## Liste des pistes
| 1. | Talk Is Cheap | 3:38 |

## Classements

### Classements hebdomadaires
| Classement (2014)                      | Meilleure position |
| -------------------------------------- | ------------------ |
| Australie (ARIA)                       | 6                  |
| Australie (Independent Singles, AIR)   | 2                  |
| Belgique (Flandre Ultratop 50 Singles) | 53                 |

### Classement de fin d'année
| Classement (2012)               | Meilleure position |
| ------------------------------- | ------------------ |
| Australie Artist Singles (ARIA) | 32                 |

## Historique des sorties
| Pays      | Date            | Format                 | Label          |
| --------- | --------------- | ---------------------- | -------------- |
| Australie | 11 février 2014 | Téléchargement digital | Future Classic |